# McJob
McJob är ett begrepp för lågavlönade arbeten med låg status och med begränsade utvecklingsmöjliheter.  Begreppet blev känt efter att Douglas Coupland använt det i sin debutroman Generation X: Tales for an Accelerated Future 1991. Ursprungligen kommer det från sociologen Amitai Etzioni artikel ”The Fast-Food Factories: McJobs are Bad for Kids” publicerad i The Washington Post den 24 augusti 1986 och refererar till snabbmatkedjan McDonald's.  